# Фреді Перлман
Фреді Перлман (20 серпня 1934, Брно, Чехословаччина — 26 липня 1985, Детройт, Мічиган) — теоретик, публіцист і активіст. Його найпопулярніша праця, книга англ. Against His-Story, Against Leviathan! — основне джерело наснаги для перспектив антицивілізації в сучасному анархізмі.

## Твори
- Against His-story, Against Leviathan (en.)
- Відтворення повсякденного життя
- «The Continuing Appeal of Nationalism»
- «The Reproduction of Daily Life»
- Against HIStory! Against Leviathan!
- Worker-Student Action Committees, France May '68 with Roger Gregoire
- Manual for Revolutionary Leaders
- «Ten Theses on the Proliferation of Egocrats»
- «Obituary for Paul Baran»
- «The Machine Against the Garden: Two Essays on American Literature and Culture»

## Ресурси Інтернету
- Black and Red Books, the press founded by the Perlmans
- Having Little, Being Much: A Chronicle of Fredy Perlman's Fifty Years by Lorraine Perleman
- Loud Bark and Curious Eyes: A History of the UCLA Daily Bruin, 1919–1955[недоступне посилання з травня 2019]
- Fredy Perlman's writings online. Архів оригіналу за 28 жовтня 2009. Процитовано 16 липня 2014.
- Excerpt from Against His-story, Against Leviathan!
- Fredy Perlman Page Daily Bleed's Anarchist Encyclopedia
- Fredy Perlman page at Libcom
- Fredy Perlman page at Spunk Library
- Fredy Perlman archive at The Anarchist Library